# Santsaari (ö i Finland)
Santsaari är en ö i Finland. Den ligger i Finska viken och i kommunen Fredrikshamn i den ekonomiska regionen  Kotka-Fredrikshamn i landskapet Kymmenedalen, i den södra delen av landet. Ön ligger omkring 25 kilometer öster om Kotka och omkring 140 kilometer öster om Helsingfors.
Öns area är 10,6 hektar och dess största längd är 0,8 kilometer i sydöst-nordvästlig riktning. I omgivningarna runt Santsaari växer i huvudsak barrskog.